# Alberto Helman
Alberto Helman, a volte riportato come Alfredo Hellman o Alberto Hellman (Santiago del Estero, ... – ...; fl. XX secolo), è stato un calciatore argentino, di ruolo difensore.

## Caratteristiche tecniche
Giocava come difensore centrale destro.

## Carriera

### Club
Nel 1927 Helman si mise in evidenza per la sua abilità durante il campionato argentino giocando con il Mitre a Santiago del Estero; l'anno seguente partecipò, vincendola, alla nona edizione del medesimo torneo, che prevedeva che s'incontrassero squadre rappresentative delle leghe provinciali; Helman era il vicecapitano della formazione di Santiago del Estero. Giocò poi a Rosario.

### Nazionale
Nel 1928 il commissario tecnico José Lago Millán lo chiamò per integrare la rosa dei partecipanti a Amsterdam 1928. In tale competizione, però, non debuttò mai.

## Palmarès

### Nazionale
- Argento olimpico: 1

Amsterdam 1928